# Röbschütz
Röbschütz ist ein Ortsteil der Gemeinde Uhlstädt-Kirchhasel im Landkreis Saalfeld-Rudolstadt in Thüringen.

## Geografie und Geologie
Der Ort liegt 215 m über Normalnull am Wiedabach im Hexengrund. Rechts und links auf den Höhen steht Wald auf Muschelkalkböden. Das Gebiet und die Wirtschaft in diesem Raum wird von Zeutsch kommend verkehrsmäßig von der Landesstraße L 2391 angeschlossen. Das kupierte Gelände des Hexengrundes ist mit Hecken und Obstbäumen durchsetzt. Die Muschelkalkverwitterungsböden sind meist grundwasserfern.
Nachbarorte sind südöstlich Beutelsdorf und nordwestlich Heilingen.

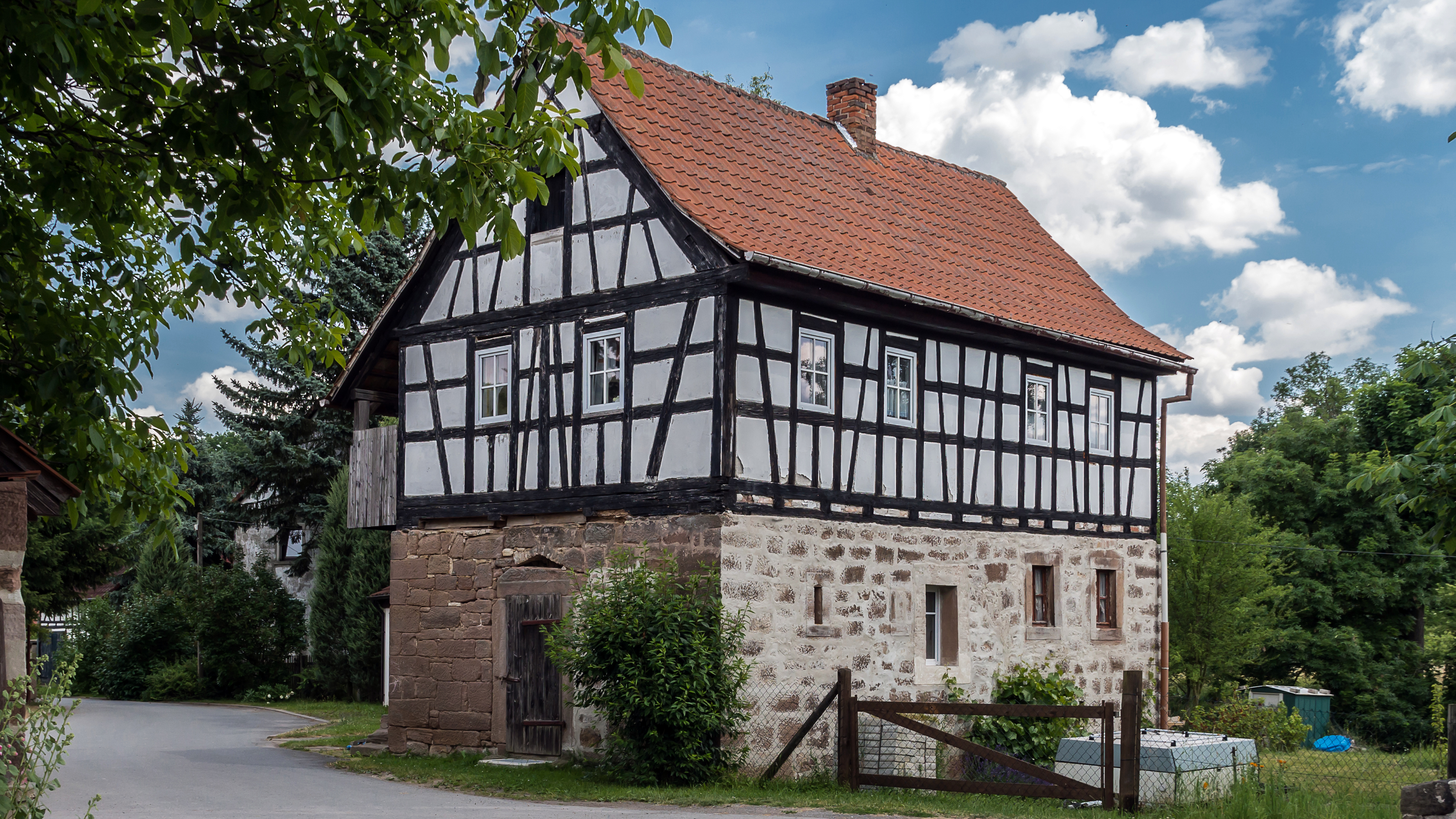
Ehemaliges Gemeindehaus

## Geschichte
Bereits 1083 bis 16. Februar 1084 war die urkundliche Ersterwähnung von Röbschütz.
Das Dorf war und ist land- und forstwirtschaftlich geprägt. Bis zur Wende 1989/90 folgten die Bauern der DDR-Agrarpolitik. Nach der Wende beschritt man neue Wege.